# Josep Grases Saguí
|  | Aquest article tracta sobre el militar i polític Josep Grases. Si cerqueu l'arquitecte, vegeu «Josep Grases i Riera». |

Josep Grases Saguí   (Reus, 1787 - València, 9 d'octubre de 1854) va ser un militar i polític català.

## Biografia
Era fill del militar reusenc Manuel Grases i Sabater i de la barcelonina Ramona Saguí i Terradellas, filla del comerciant Josep Francesc Saguí i Minguella i de Margarida Terradellas. Com el seu pare, seguí la carrera militar, ingressant com a cadet el 1799 a l'Acadèmia d'Artilleria de Segòvia, on el 1804 ja era sotstinent. Participà en la Guerra del Francès, on a finals de 1810 va obtenir la graduació de capità.
Quan va esclatar la revolució de 1820 es trobava a Cadis a les ordres del coronel Quiroga, que el va nomenar ajudant d'Estat Major. Va ascendir a coronel d'infanteria i va participar activament en l'aixecament de Riego. El 1820 i el 1821 formava part de l'Estat Major del Ministre de Guerra. El gener de 1821 va ser enviat a França a realitzar una Comissió del govern, i a Lieja per tal de comprar 20.000 fusells. Al llarg del Trienni Liberal va ocupar diversos càrrecs militars de responsabilitat, i al juny de 1823 va ser nomenat ajudant general de l'Estat Major de l'exèrcit de reserva, situat a la ciutat de San Fernando.
Diputat a Corts a la segona legislatura del Trienni liberal (1822-1823), s'arrenglerà amb els moderats i participà en les comissions del tribunal de Corts, en la de Belles Arts i en la de Guerra. Participà també en les discussions sobre l'ordenança de l'exèrcit i de la Milícia Nacional, i de pressupostos. Seguí les Corts fins a Cadis i allà dirigí, com a tinent coronel, la defensa del Trocadero, que va finalitzar amb la derrota de l'exèrcit liberal. Va ser condemnat a mort pels absolutistes, perquè va ser un dels diputats que va votar a favor de considerar Ferran VII amb «bogeria momentània». Va aconseguir exiliar-se a França i el 1830 va participar en l'intent d'invasió liberal de la península. Retornat a Espanya amb la mort de Ferran VII, va obtenir el grau de Brigadier el 1835 i ocupà diversos càrrecs de responsabilitat: cap militar de Lleida el 1834 i comandant general de Castelló el 1837-1838.
Era un constitucional decidit i valent, poc parlador en públic però bon tertulià, i bon dibuixant.